# パーラメント (バンド)
パーラメント (Parliament) は、1955年に14歳のジョージ・クリントンが結成したドゥーワップグループ、「ザ・パーラメンツ」を母体としたアメリカ合衆国のファンクバンドである。

## キャリア
前身のザ・パーラメンツは、1967年に「（アイ・ウォナ）テスティファイ」がソウル3位、ポップでも20位のヒットとなるが、1968年にレヴィロット・レコードとの契約上の問題からザ・パーラメンツの名前を使えなくなり、バック・バンドと共にファンカデリック名義での活動を始める。そして、グループ名の使用権の問題が解決してからは「パーラメント」としても活動するようになった。このパーラメントとファンカデリックの作る音楽をPファンクと呼ぶ。
1970年にインヴィクタス・レコードと契約し1枚のアルバム『オズミウム』を発表した後、1974年から1980年にカサブランカ・レコードに9枚のアルバムを残した。パーラメントとしては「ギヴ・アップ・ザ・ファンク」(1976)「フラッシュ・ライト」(1977)などのヒット曲がある。
主なメンバーはジョージ・クリントン、ブーツィー・コリンズ、バーニー・ウォーレルらで、ファンカデリックのメンバーとはかなりの部分が重複するが、パーラメントではバーニー・ウォーレルによるピアノ、キーボードを大きくフィーチャーし、宇宙観の表現を重視する。
1980年代初頭、クリントンはパーラメント及びファンカデリック名義での活動を停止し、1982年にはソロ・デビューを果たすが、その後も「Pファンク・オール・スターズ」として、両バンドの元メンバーとの活動を続ける。
1997年、パーラメントとファンカデリックはロックの殿堂入りを果たし、プリンスがプレゼンターを務めた。また、両バンドは「ローリング・ストーンの選ぶ歴史上最も偉大な100組のアーティスト」において第58位に選ばれている。

## ディスコグラフィ

### スタジオ・アルバム
- 『オズミウム』 - Osmium (1970年、Invictus)
- 『アップ・フォー・ザ・ダウン・ストローク』 - Up for the Down Stroke (1974年、Casablanca)
- 『チョコレート・シティ』 - Chocolate City (1975年、Casablanca)
- 『マザーシップ・コネクション』 - Mothership Connection (1975年、Casablanca)
- 『ザ・クローンズ・オブ・ドクター・ファンケンシュタイン』 - The Clones Of Dr. Funkenstein (1976年、Casablanca)
- 『ファンケンテレキーVS.プレイスボ・シンドローム』 - Funkentelechy vs. the Placebo Syndrome (1977年、Casablanca)
- 『モーター・ブーティー・アフェア』 - Motor Booty Affair (1978年、Casablanca)
- 『グローリィホーラストゥピッド』 - Gloryhallastoopid (1979年、Casablanca)
- 『トロンビピュレイション』 - Trombipulation (1980年、Casablanca)
- 『メディケイド・フロード・ドッグ』 - Medicaid Fraud Dogg (2018年、C Kunspyruhzy Records)

### ライブ・アルバム
- 『ライヴ!! Pファンク・アース・ツアー』 - Live: P-Funk Earth Tour (1977年、Casablanca)
- Live, 1976-1993 (1996年、Sequel)